# Prästeståndets ledamöter vid riksdagen 1859–1860
Vid riksdagen 1859–1860 ingick följande ledamöter i prästeståndet.
Biskoparna och pastor primarius i Stockholm var självskrivna, medan övriga präster utsågs för respektive stift. Prästerskapet i Stockholms stad utsåg egna företrädare. Därtill skulle universiteten samt Vetenskapsakademien utse riksdagsmän, vilka skulle ingå i prästerskapet i dess egenskap av det lärda ståndet. Uppsala och Lunds universitet skulle utse vardera minst en, högst två riksdagsmän, som skulle vara "Profeßor från de werldslige Faculteterna", medan Vetenskapsakademien skulle utse två "Ofrälse Civile Ledamöter" som riksdagsmän.
Stiften förtecknas i den ordning de anges i prästeståndets protokoll.

### Uppsala ärkestift
- Ärkebiskop Henrik Reuterdahl
- Carl Fredrik Björkman
- Anders Erik Knös
- Henrik Gerhard Lindgren
- Abraham Nordström
- Emanuel Schram
- Per Gustaf Åsbrink

### Linköpings stift
- Biskop Johan Jacob Hedrén (frånvarande)
- Per Jakob Emanuelsson
- Jonas Janzon
- Herman Lundgren
- Anders Fredrik Sondén
- Magnus Westergren
- Jon Wåhlander

### Skara stift
- Biskop Johan Albert Butsch
- Per Olof Carlander
- Justus Collén
- Anders Lexell
- Jakob Otterström

### Strängnäs stift
- Biskop Thure Annerstedt
- Wilhelm Gumælius
- Johan Peter Kullman
- Erik Malmborg
- Nils Gustaf Wennerström
- Isak Samuel Widebeck

### Västerås stift
- Biskop Christian Eric Fahlcrantz (frånvarande)
- Carl Olof Björling
- Anders Källström
- Isak Norström
- Carl Olof Odelberg
- Esaias Magnus Tegnér
- Johan Paul Immanuel Tellbom

### Växjö stift
- Biskop Christopher Isac Heurlin (frånvarande)
- Johan Magnus Almqvist
- Abraham Lundholm
- Carl Gustaf Modigh

### Lunds stift
- Biskop Johan Henrik Thomander (frånvarande)
- Christian Gissel Berlin
- Josef Rudolf Falck
- Anton Niklas Sundberg
- Jöns Ternström

### Göteborgs stift
- Biskop Gustaf Daniel Björck
- Karl Erik Lindberg
- Samuel Lorentz Ljungdahl (till 1/5 1860)[3]
  - Justus Osterman (från 12/5 1860)
- Gustaf Ljunggren

### Kalmar stift
- Biskop Paulus Genberg (frånvarande)
- Johan Israel Melén
- Anders Sandberg

### Karlstads stift
- Biskop Anton Millén
- Olof Arrhenius
- Johan Magnus Malmstedt
- Vilhelm Svartengren

### Härnösands stift
- Biskop Israel Bergman
- Esbjörn Bergman
- Erik Peter Lodell
- Nils Nordlander
- Adolf Säve

### Visby stift
- Biskop Lars Anton Anjou
- Karl Bergvall
- Daniel Söderberg

### Stockholms stad
- Pastor primarius Carl Magnus Fallenius
- Johan Vilhelm Beckman
- Josef Nordlund
- Ture Wensjoe

### Uppsala universitet
- Fredrik Ferdinand Carlson

### Lunds universitet
- Mortimer Agardh

### Vetenskapsakademien
- Johan Jakob Nordström
- Nils Haqvin Selander